# Quim Barreiros
Joaquim de Magalhães Fernandes Barreiros, meglio conosciuto come Quim Barreiros (Vila Praia de Âncora, 19 giugno 1947), è un cantante portoghese, interprete di filastrocche popolari che accompagna il canto con il suono della fisarmonica. È conosciuto per le sue canzoni goliardiche e a doppio senso.

## Biografia
Nato nel 1947, fu un artista precoce: a 9 anni suonava già la batteria nel gruppo Conjunto Alegria, fondato dal padre.
Nel 1971, quando suonava ancora musica popolare del minho, pubblica il primo disco assieme a Jorge Fontes, e la sua fama si allarga subito in Brasile e Galizia. È conosciuto anche in altre comunità portoghesi nel mondo (Canada, USA, Venezuela, Sudafrica, Francia, Germania, Spagna, Inghilterra e Svizzera).
Gran parte dei suoi successi sono cover di altri successi in chiave goliardica, o preso dal forró brasiliano a doppio senso, come Bacalhau à Portuguesa (1981) del compositore Zenilton, Vendedor de Fruta, Riacho da Pedreira (Rio das Pedras), Meu Casamento, O Cachimbo da Mulher, O Grilinho (Cri-Cri) e tante altre. Oltre a queste parodie, conosciute sono le canzoni A Cabritinha (di Amazan, 2002) , A Padaria , Garagem da Vizinha (di Frank Aguiar) , oltre alle strumentali Queres É Levar Com O Chouriço, Recebi Um Convite, Tira Fora Que Vem Gente.
In maggio 2007 ha pubblicato Use Álcool, nel quale parla anche del suo nipotino; avvenimento raro, data la riservatezza familiare e il suo stile brejeiro.

## Discografia
- 1971 - Quim Barreiros Acordeão
- 1973 - Recebi um Convite
- 1975 - O Malhão não é Reaccionário
- 1981 - Dance Com Quim Barreiros e o Super-Trio
- 1986 - Bacalhau à Portuguesa
- 1986 - Riacho da Pedreira
- 1991 - 20 Anos de Carreira
- 1992 - Chupa Teresa
- 1992 - O Franguito da Maria
- 1993 - Deixa Botar só a Cabeça (Acredita em Mim)
- 1994 - Mestre de Culinária
- 1994 - Meu Dinossauro
- 1994 - Êxitos de Sempre
- 1995 - Nunca Gastes Tudo
- 1996 - Minha Vaca Louca
- 1997 - Grandes Sucessos
- 1998 - Na Internet
- 1998 - O Melhor dos Melhores
- 1999 - Marcha do 3º Milénio
- 2000 - A Garagem da Vizinha
- 2001 - Comer, Comer
- 2002 - Depois da Uma
- 2002 - Cantares ao Desafio
- 2003 - O Melhor de Quim Barreiros
- 2003 - Na Tua Casa Tá Entrando Outro Macho
- 2004 - A Cabritinha
- 2005 - O Ténis
- 2005 - O Melhor de Quim Barreiros Volume 2
- 2006 - Quim Barreiros Ao Vivo - DVD
- 2006 - A Padaria
- 2007 - Use Álcool
- 2008 - Fui Acudir
- 2008 - O Melhor de Quim Barreiros Volume 3
- 2009 - O Peixe
- 2010 - Deixai-me Chutar
- 2011 - O Brioche da Sofia
- 2011 - O Bilau (Kuduro)
- 2012 - Dar ao Apito
- 2013 - Mole não Entra